# Сварко рејдерси Тирол
Сварко рејдерси Тирол су клуб америчког фудбала из Инзбрука у Аустрији. Основани су 1992. године и своје утакмице играју на стадиону Тиволи. Такмиче се тренутно у првој дивизији аустријског првенства. Били су прваци државе седам пута (2004, 2006, 2011, 2015, 2016, 2018 и 2019).